# Eantis
Eantis là một chi bướm ngày thuộc họ Bướm nâu.

## Danh sách loài
- Eantis minna (Evans, 1953)
- Eantis mithridates (Fabricius, 1793)
  - Eantis mithridates mithridates (Fabricius, 1793)
  - Eantis mithridates minor (Comstock, 1944)
  - Eantis mithridates papinianus (Poey, 1832)
  - Eantis mithridates sagra (Evans, 1953)
  - Eantis mithridates tamenund (Edwards, 1871)
  - Eantis mithridates thraso (Hübner, 1807)
- Eantis munroei (Bell, 1956)